# Юссуф Герсі
Юссуф Герсі (нід. Youssouf Hersi; нар. 20 серпня 1982, Дире-Дауа) — нідерландський футболіст ефіопського походження, що грав на позиції півзахисника.

## Клубна кар'єра
Народився 20 серпня 1982 року в місті Дире-Дауа, Ефіопія, але дитинство провів у нідерландському містечку Дедемсварт. Почав свою футбольну кар'єру в юнацькій команді СКД'83, потім він виступав за молодіжну команду клубу «Гоу Ехед Іглз», а ще пізніше потрапив у футбольну академію амстердамського «Аякса». У 1999 році він підписав свій перший контракт з клубом.
Дебют Юссуфа за основну команду клубу відбувся 26 листопада 2000 року, Герсі вийшов на заміну замість Арона Вінтера на 46 хвилині матчу проти «Утрехта», який завершився поразкою «Аяксу» з рахунком 2:1. Всього в чемпіонаті Нідерландів 2000/01 Герсі зіграв 9 матчів за «Аякс». Після закінчення сезону Юссуф перейшов на правах оренди в клуб «НАК Бреда». У новій команді Юссуф отримав місце в основному складі, в сезоні 2001/02 Херсі зіграв за НАК 33 матчі і забив 3 м'ячі, а його клуб за підсумками сезону посів 6 місце в чемпіонаті.
2002 року Герсі знову був відданий в оренду, на цей раз в клуб «Неймеген», за який дебютував 18 серпня 2002 року в матчі проти «Феєнорда». Юссуф відіграв весь матч, а його команда програла з рахунком 2:0. Свій перший м'яч за НЕК Юссуф забив 15 вересня 2002 року в матчі проти «Роди», але це не допомогло його клубу уникнути поразки з рахунком 2:4. В сезоні 2002/03 Герсі зіграв за клуб 30 матчів, в яких забив 9 м'ячів. Всього ж тут Юссуф провів два сезони (НЕК після одного року оренди продовжив термін перебування Юссуфа), відігравши за цей час 61 матч і забив 19 м'ячів, після закінчення сезону 2003/04, в якому «Неймеген» посів 14 місце, Герсі залишив клуб і повернувся в «Аякс», з яким у півзахисника був контракт до 30 червня 2005 року. Втім тренер столичної команди Роналд Куман не був зацікавлений у гравці і Юссуф змушений був шукати собі нову команду.

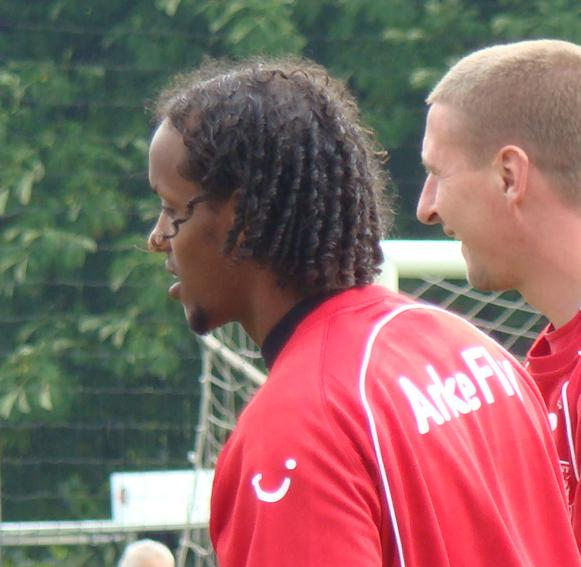
Герсі у формі «Твенте»

2004 року Юссуф перейшов у «Геренвен», сума угоди між «Аяксом» та «Херенвеном» не розголошувалася. Дебют Герсі за «Геренвен» відбувся 14 серпня 2004 року в матчі проти АЗ, який завершився внічию 1:1. За п'ять місяців у новій команді Юссуф провів лише 9 матчів, а після відкриття зимового трансферного вікна перейшов у «Вітесс». Дебют за «Вітесс» відбувся 23 січня 2005 року в матчі проти «Феєнорда», Герсі відіграв весь матч, а його клуб, завдяки дублю Ігора Глушчевича, домігся в гостях перемоги з рахунком 1:2. Свій перший м'яч за «Вітесс» Юссуф забив 6 лютого 2005 року в матчі проти «Роди», Герсі відзначився на 23 хвилині матчу, який завершився перемогою «Вітесс» з рахунком 3:0. Всього в сезоні 2005/06 Герсі зіграв 17 матчів і забив 1 м'яч. Сезон 2006/07 видався для Герсі одним з найкращих у кар'єрі, Юссуф в 25 матчах забив 10 м'ячів і був визнаний найкращим гравцем року у команді, яка за підсумками сезону посіла 12 місце.
У 2007 році Юссуф на правах вільного агента підписав контракт до 2010 року з «Твенте». Дебют Юссуфа відбувся 18 серпня 2007 року в матчі проти «Ексельсіора», Герсі вийшов на заміну в кінцівці матчу і відіграв 12 хвилин, а його клуб переміг з рахунком 0:2. Всього Юссуф в сезоні 2007/08 провів за «Твенте» провів 25 матчів і забив 7 м'ячів, а у наступному сезоні дійшов з командою до фіналу Кубка Нідерландів 2008/09, де саме промах Герсі виявився єдиним на дві команди у післяматчевих пенальті, через що «Твенте» програв трофей «Геренвену».
Наприкінці серпня 2009 року Юссуф перейшов в грецький АЕК, підписавши з клубом контракт на один рік, з можливістю продовження ще на два сезони. У свою чергу «Твенте» взамін Герсі отримав фінського 22-х річного півзахисника АЕК'а Перпаріма Хетемая.
Провівши один сезон у Греції, 12 серпня 2010 року на правах вільного агента півзахисник повернувся до Нідерландів, підписавши однорічну угоду з «Де Графсхапом». У команді став основним гравцем і до весни зіграв 22 гри в Ередивізі, в яких двічі відзначився голом. Втім у матчі проти «Роди» 1 березня 2011 року Герсі отримав травму коліна, через яку більше до кінця сезону не зіграв, після чого клуб вирішив не продовжувати контракт з гравцем. Як результат, 1 липня 2011 року він став вільним агентом і тривалий час залишався без клубу.
Більш ніж через рік перерви, 11 вересня 2012 року Герсі підписав угоду з клубом австралійської А-ліги «Вестерн Сідней Вондерерз», де провів два сезони, а завершив професійну ігрову кар'єру у іншому австралійському клубі «Перт Глорі», за який виступав протягом сезону 2014/15 років.

## Виступи за збірні
Юссуф народився в Ефіопії, але вважав за краще виступати за Нідерланди. У 2000 році Герсі був визнаний найкращим гравцем на товариському турнірі в Югославії, де брали участь молодіжні команди до вісімнадцяти років.
У червні 2001 року Герсі у складі молодіжної збірної Нідерландів відправився на молодіжний чемпіонат світу в Аргентині, до цього, у травні він зіграв з цією командою на міжнародному турнірі у французькому Тулоні. Крім Юссуфа, в збірну було викликано ще кілька гравців «Аякса», Рафаель ван дер Варт, Джон Хейтінга і Мартен Стекеленбург. У першому матчі на турнірі нідерландці програли збірній Коста-Рики з рахунком 1:3, єдиний гол у складі «помаранчевих» забив саме Юссуф, відзначившись одразу після виходу на заміну на 62-й хвилині. Вдала гра Герсі дозволила йому вже в наступній грі з'явитися в основному складі. У другому матчі, що відбувся 24 червня, команда Луї ван Гала зіграла внічию з Еквадором. На гол Юргена Коліна еквадорці відповіли точним ударом Хорхе Альберто Варгаса в самій кінцівці матчу. У третьому заключному матчі на груповому етапі збірної Нідерландів належало 24 червня зустрітися з командою Ефіопією, батьківщиною Юссуфа. Після першого тайму «помаранчеві» вели з рахунком 0:2, один з м'ячі забив саме Герсі, а підсумковий рахунок у матчі зафіксував перемогу голландців з рахунком 2:3. Завдяки цій перемозі Нідерланди з третього місця вийшли в плей-оф, де дістались чвертьфіналу, в якому програли майбутнім бронзовим призерам змагання єгиптянам.
У зв'язку з тим, що шансу у Юссуфа пробитися в першу збірну Нідерландів практично не було, він вирішив повернутися до варіанту зі збірною Ефіопії, але запрошення зі збірної Герсі так і не отримав.